# 1994年イギリス労働党副党首選挙
1994年イギリス労働党副党首選挙（Labour party deputy leadership election）は、イギリスの政党・労働党の副党首を決定した選挙。5月12日の前党首ジョン・スミスの急死に伴い、党首選挙と併せて実施され、ジョン・プレスコットが新副党首に就任した。
なお、立候補したマーガレット・ベケットは以前から副党首として働いており、スミスの急死にあたっては臨時党首を務めた。

## 選挙

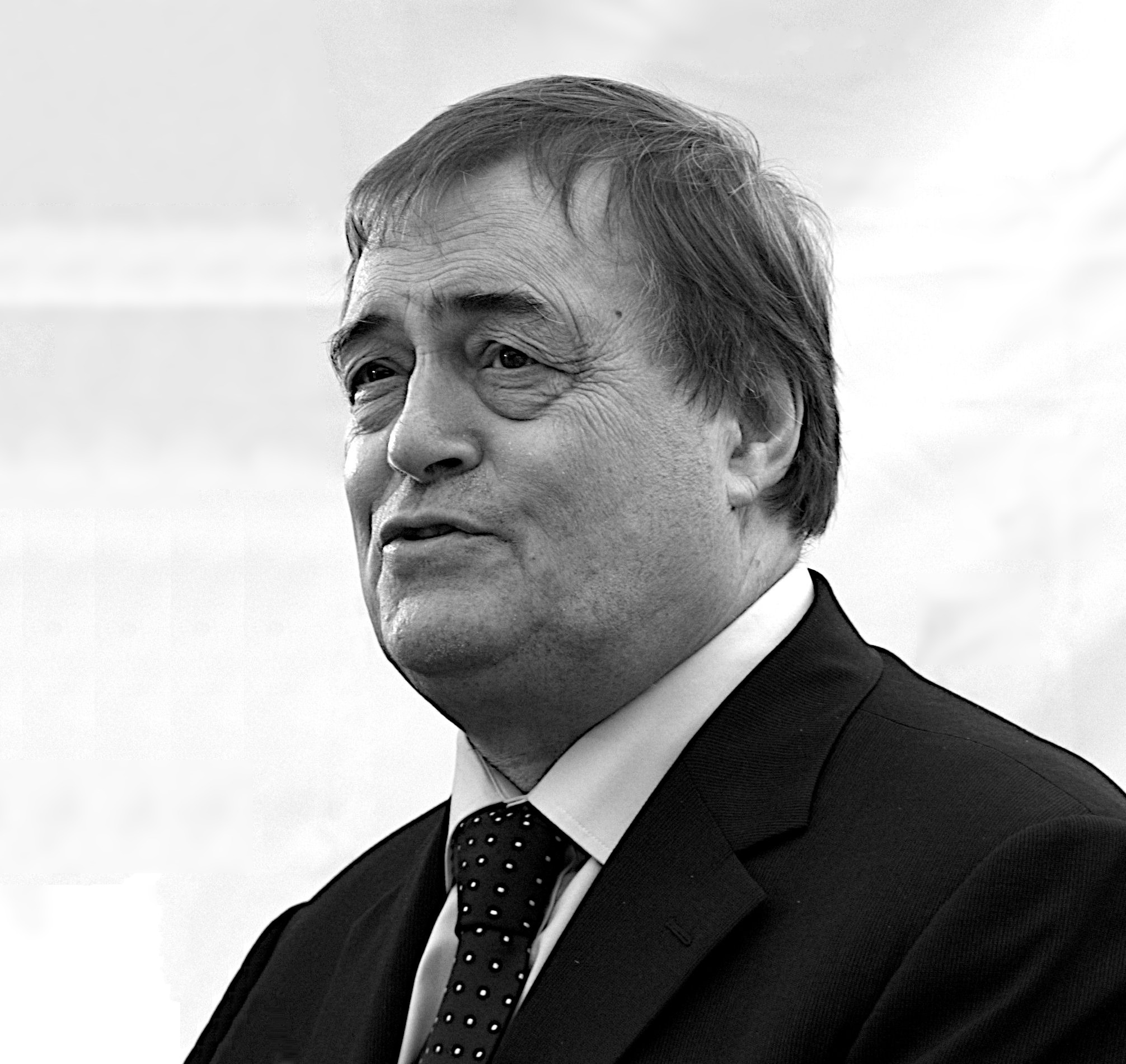
新副党首に選ばれたジョン・プレスコット。以後、党首トニー・ブレアを支え、労働党の屋台骨となった。

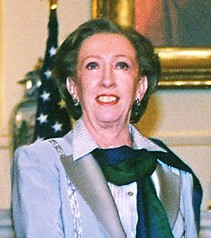
マーガレット・ベケット。前副党首であり、スミスの急死に際しては臨時党首を務めたが、当副党首選には敗れた。

選挙は、1994年7月21日、党首選と副党首選とが同時に行われた。党首選にはトニー・ブレア、ジョン・プレスコット、マーガレット・ベケットの3名がエントリー。トニー・ブレアが新党首に選出され、敗れたプレスコット、ベケットの間で副党首選が行われた。なお、ブレアはもともと副党首選に出馬する準備をしていなかった。
後にプレスコット、ベケット共に、トニー・ブレア政権の要職を担うことになる。選挙は、英国議会・欧州議会の議員票、選挙区労働党の一般党員票、フェビアン協会や労働組合などの、労働党関連団体メンバー票の合計で競われた。
なお、プレスコット、ベケットの両名とも、1992年の副党首選挙にも出馬していた。

## 結果
| 投票結果               | 投票結果 | 投票結果 |
| 候補者                 | 得票率   |          |
| ---------------------- | -------- | -------- |
| ジョン・プレスコット   | 56.5%    |          |
| マーガレット・ベケット | 43.5%    |          |

## 参照
- Leadership Selection and Party Renewal, Universities of Toronto & Essex